# Francis Bacon (filozófus)
Francis Bacon (London, 1561. január 22. – London, 1626. április 9.) angol filozófus, államférfi. „A tudás hatalom” szállóige megalkotója.

## Életút
Londonban született előkelő családban. Apja, Sir Nicholas Bacon, I. Erzsébet angol királynő főpecsétőre, anyai nagyapja mint nyelvész és teológus VI. Eduárd angol király nevelője, anyja Ann Cooke volt. Alapos nevelésben részesült, tizenkét éves korában (1573) már a cambridge-i Trinity College-ban tanult. 1577-től a párizsi angol nagykövet mellett dolgozott, de apja halála után, 1579-ben kénytelen volt visszatérni, s csak rokonai anyagi támogatásával tudta elvégezni jogtudományi tanulmányait.
1584-ben elfoglalta országgyűlési képviselői székét. Nagy hatású beszédeivel felhívta magára a közvélemény figyelmét. Később Essex grófja – I. Erzsébet kegyence – vette pártfogásába, akit azonban – karrierje érdekében – bevádolt. Essex elítélésével elnyerte a királynő szimpátiáját, igazi karrierje azonban csak I. Jakab angol király trónra kerülésével vette kezdetét: 1603-ban, amikor lovaggá ütötték. Főügyész, főpecsétőr, lordkancellár lett, majd 1618-ban a grófi címet is megkapta (Verulami Bacon). Mindeközben – 1606-ban, homoszexuális vonzalmai ellenére – megházasodott.
Végül Bacont is elérte sorsa: egy parlamenti vizsgálóbizottság bebizonyította, hogy 28 esetben megvesztegették. Néhány napra a londoni Tower foglya lett, de az uralkodó megkegyelmezett neki, s a bírság elengedésén túl még nyugdíjat is folyósítottak a számára.
Miután kiszorult a politikai életből, tudományos kutatásba kezdett. Kísérletező szenvedélye okozta a halálát is: azt akarta bizonyítani, hogy egy hóval tömött tyúk húsa tovább eláll. Eközben meghűlt, majd ebbe később bele is halt.
Megoldván a természet rejtelmeinek és a polgári bölcsességnek minden feladatát, meghalt, beteljesedett rajta a természet törvénye: minden összetettnek fel kell bomlania.

## Filozófiája
Bacon a filozófiát új alapokra kívánta helyezni. Új, természettudományos módszerrel új, empirikus-induktív filozófiát kívánt művelni, amivel a materializmus egyik korai képviselője lett. Bacon szerint magából a természetből kell kiindulni, nem abból, amit eddig a természetről mondtak

### A tudományok felosztása

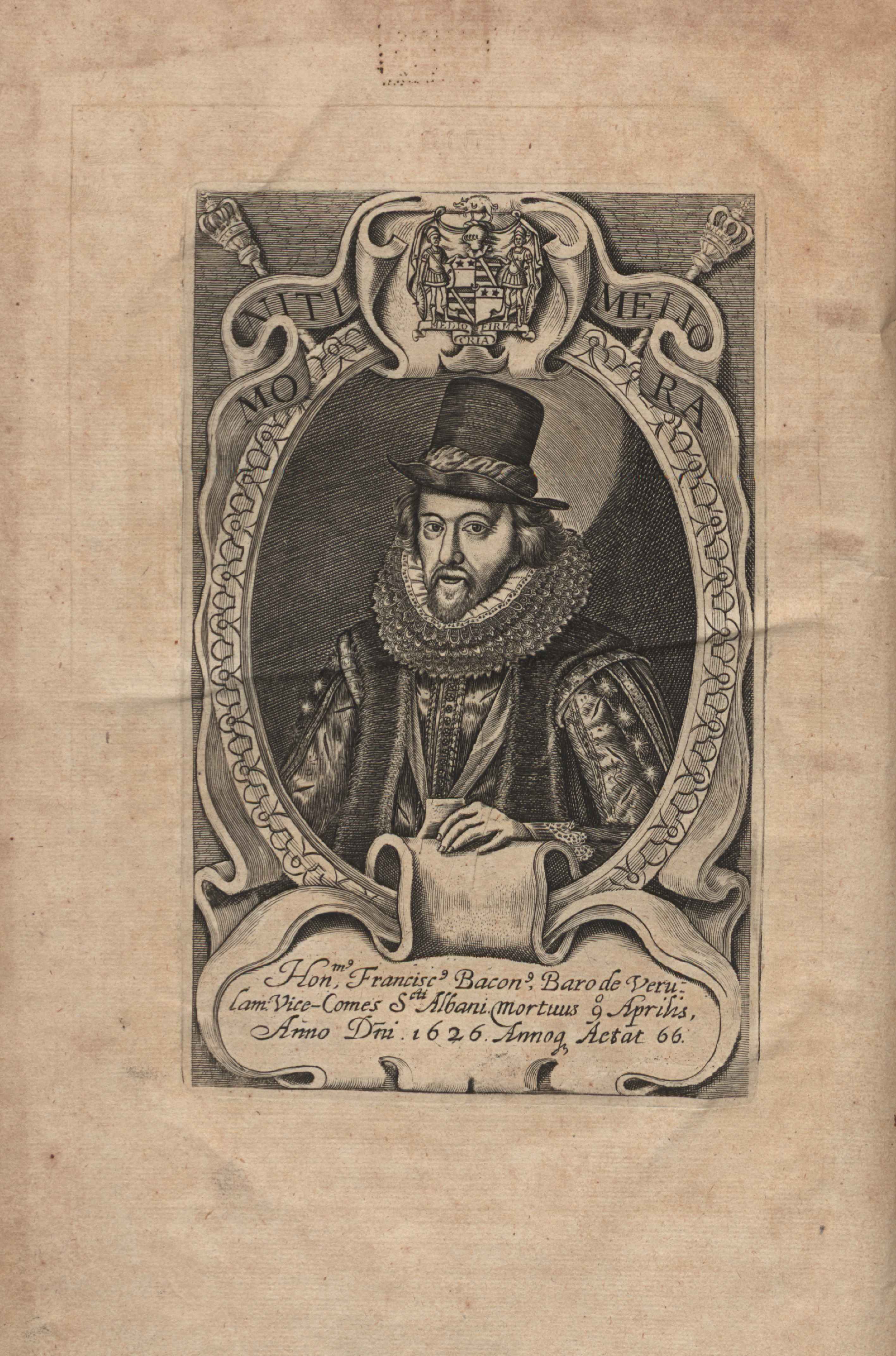
Bacon, Sylva sylvarum

Fő műve, az Instauratio magna elsőként a tudományok rendszerezésével foglalkozik. Úttörő a kérdésfeltevése, az osztályozást azonban nem a tudományok tárgya, hanem az alany megismerő képessége szerint teszi meg.
1. Bacon szerint az emlékezeten alapulnak a történettudományok (leíró tudományok, pl. az állatok természetrajza is)
2. A képzelet tudománya (pl. a költészet)
3. Az ész tudománya a filozófia

A filozófia három ága:
- - a csak közvetett ismerettel lehetséges természetes Istentan
  - a közvetlen megismerésen alapuló természettudomány, melyhez Bacon a metafizikát is sorolja
  - a reflexió útján szerezhető, emberről szóló tudomány

Ebben a felosztásban Bacon szerint a fizika a hatóokok tudománya, a metafizika pedig a jelenségek célját iparkodik megállapítani. Ezt a megkülönböztetést később Immanuel Kant fejlesztette tovább.

### A ködképek
A modern tudományosság megalapozása érdekében szükségesnek tartja az előítéletek leküzdését, az elfogulatlan vizsgálódást. Korábban ugyanis különböző ködképek (idolumok) akadályozták a tudományok fejlődését:
1. idola tribus: a törzs ködképe. Az emberi faj természetében gyökerező előítéletek. Ilyenek például az érzékcsalódások, a gondolkodást befolyásoló önkényesség, az elvontságokhoz való vonzódás, a létesítő és a cél-okság összetévesztése.
2. idola specus: a barlang ködképei. Az egyéni természet, a hajlam szerinti tévedések. Az egyes emberre jellemző testi-lelki tulajdonságok, a neveltetése, szokásai és a véletlen következtében kialakuló sajátos korlátok (ideológiai beszűkülés).
3. idola fori: a piac ködképe. A verbális, nyelvi egyeztetés, a fogalmi tisztaság hiányából eredő tévelygések. Bacon szerint a legtöbb bajt a piac ködképei okozzák. Az emberek azt hiszik, hogy az ész parancsol a szavaknak, de megesik, hogy a szavak az értelem ellen fordulnak. A piac olyan hely, ahol az emberek csak beszélnek, anélkül, hogy a szavak tartalmára ügyelnének. A szavak igen sokszor nem létező dolgokat jelölnek, vagy pontatlanok, esetleg régi terminus technicusok segítségével kell teljesen új tartalmakat jelölni. A piac ködképei a szemantikai problémát vetik fel.
4. idola theatri: a színház ködképe. A filozófiai iskolák és a tudományok dogmatikus tanai, a hazug hagyományok.[5]

### A helyes módszer
A gátló idolumoktól való megszabadulás után következhet a helyes módszer kiválasztása. A helyes módszer meghatározása a megismerés három módjának felvázolásával történik, amelyeket az állatanalógia szemléletes eszközét alkalmazva mutat be.
- Az első mód „a pók útja”. Az ilyen bölcselő a tiszta tapasztalatból, tények nélkülözésével hozza létre tanait. Az ilyen spekulatív filozófust nevezi egyoldalú racionalistának.

- A második mód „a hangya útja”. A szűk értelemben vett empiristáé, akinek tevékenysége megmaradt a tények puszta gyűjtögetésénél, s nem törekszik elméleti következtetések levonására.

- A helyes út „a méh útja”, hiszen ebben az esetben az egyszerű tények felhasználásával jutunk elméleti következtetésekig, amint a méhnek is sikerül a nektárból mézet formálni. Ezt az utat Bacon előtt még nem alkalmazták.

Ezek után kerülhet sor a voltaképpeni módszer, a „novum organum” meghatározására. A módszer Arisztotelész Organon című művén alapszik. Eszerint a kutatás alapját a megfigyelés, a kísérletezés, a tények megállapítása jelenti, majd ezekből a tényekből vonhatunk le az indukció révén általános érvényű következtetéseket. A teljes indukció helyett azonban Bacon elegendőnek tartja a kizáró – eliminatív – jellegű indukciót, amely szerint nem kell minden lehetséges vizsgálati elemet bevonni az indukcióba, hanem elegendő a vizsgált problémát igazoló jelenségeket egybevetni az azt tagadó, illetve a közömbös jelenségekkel.

### Etika és utópia
Bacon az etikát a vallásos erkölcstantól megkülönböztette, mivel utóbbi csak a földi életre korlátozódik, az előbbi pedig csak a túlvilági életre fordítja figyelmét. A vallással szemben türelmes: szerinte csak a filozófia felületes ismerete vezethet az ateizmushoz, elmélyült tanulmányozása azonban visszavisz a valláshoz. ugyanakkor a vallás a filozófiával nem hozható kapcsolatba, mivel – szerinte – a vallás nagy részét az ésszel ellenkező misztériumok képezik.
Nova Atlantis című műve egy távoli sziget életét rajzolja meg, ahol megmaradt az osztálytársadalom, ám a technika és a tudomány fejlődése hallatlan jólétet teremtett: a nép életszínvonala százszorosan jobb, mint kora uralkodó osztályáé. Tudományeszményét a szigeten élők elképzelt társadalmi gyakorlatával kívánta igazolni.

### Értékelés
Bacon korszakalkotó lépése a gyakorlat jelentőségének felismerése. A tudomány ugyanis, Bacon szemében, kizárólag gyakorlati célú: az ember hatalmát szolgálja. (Tantum possumus, quantum scimus./Csak annyit tehetünk, amennyit tudunk.) Nem elégszik azonban meg a közvetlenül „hasznot hozó” kísérletekkel, hanem a „megvilágosító kísérletektől” várja a tudomány haladását, céljának azonban a hasznosságot tartja, az alkalmazható tudományt.
Rendkívüli érdeme, hogy ösztönzően hatott mások gondolkodására: a londoni Royal Society alapítói 1662-ben őt tekintették mintaképüknek. A francia enciklopédisták neki ajánlják művüket: „legtöbb hálával Bacon kancellárnak tartozunk, aki a tudományok és mesterségek általános lexikonjának eszméjét fölvetette” – írta Denis Diderot. Mindazonáltal – minden érdeme mellett – Bacon teljesen elmaradt kora tudományától: visszautasította Kopernikusz nézeteit, és nem tudott Johannes Keplerről, lebecsülte Gilbert-t és nem értette meg Galileo Galileit. Módszerét nem használja a tudomány, ugyanakkor az általa bírált hipotézisalkotás nélkül nem ért volna el eredményt a későbbi korok számos nagy elméje, mint Charles Darwin vagy Albert Einstein.

## Főbb művei

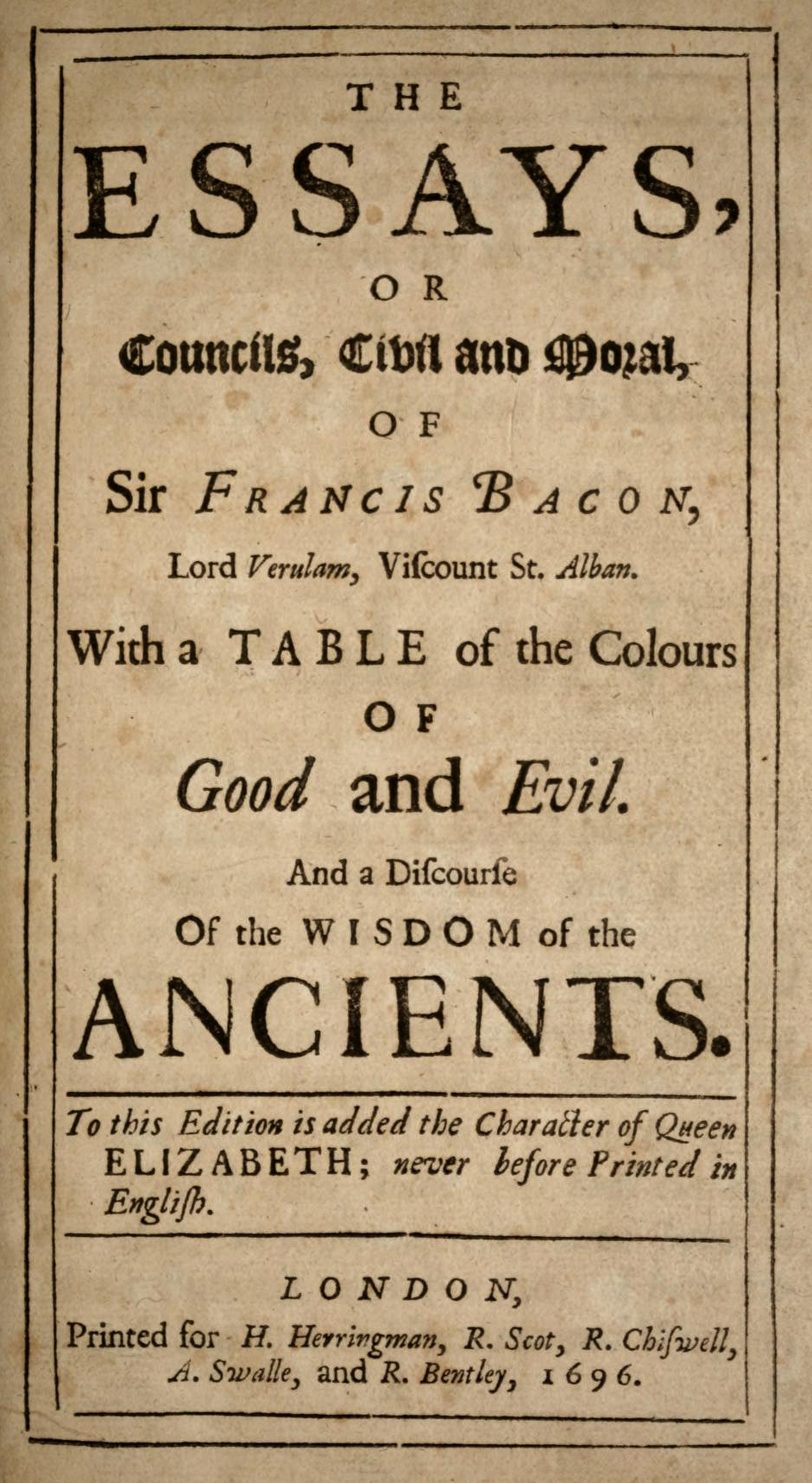
A The Essays, or Counsels, Civill and Morall című művének címlapja (1696)

- 1597. The Essays or Counsels, Civill and Morall
- 1620. Novum organon scientiarum (Novum Organum)
- 1623. De dignitate et augmentis scientiarum
- 1627. The New Atlantis

## Magyarul
- A Novum Organum első része; ford., jegyz. Balogh Ármin; Franklin, Budapest, 1885 (Filozófiai írók tára)
- Novum organum 1. és Új Atlantis; összeáll., bev., jegyz. Szigeti József, ford. Csatlós János, Sarkady János; Művelt Nép, Budapest, 1954 (Filozófiai kiskönyvtár)
- Az igazságról / A nagyravágyásról / A stúdiumokról; ford. Ruttkay Kálmán; in: Hagyomány és egyéniség. Az angol esszé klasszikusai; vál. Európa Könyvkiadó munkaközössége, közrem. Ruttkay Kálmán, Ungvári Tamás, utószó Abody Béla, jegyz. Abádi Nagy Zoltán, ford. Abody Béla et al.; Európa, Budapest, 1967
- Esszék avagy Tanácsok az okos és erkölcsös életre; ford., utószó, jegyz. Julow Viktor; Magyar Helikon–Európa, Budapest, 1968
- Új Atlantisz; ford., bev., jegyz. Bodor András; Kriterion, Bukarest, 1976 (Téka)
- Novum Organum / Új Atlantisz; ford. Csatlós János, Sarkady János ford., jegyz. átdolg., utószó Halász Lajos; 2. jav., átdolg. kiad.; Nippon, Budapest, 1995
- Új Atlantisz / Novum Organum; ford. Sarkady János, Csatlós János; LAZI, Szeged, 2001